# Реальный эффективный валютный курс
Реальный эффективный валютный курс (англ. real effective exchange rate, REER) — показатель, характеризующий динамику валютных курсов. Рассчитывается как взвешенная сумма индексов реального валютного курса данного года по отношению к базовому. Каждый такой индекс умножается на удельный вес стран-торговых партнеров во внешнем торговом обороте.
{\displaystyle E_{e}r=\sum _{i}(PE_{r}*Wi)}
Таким образом, стандартная методика расчёта реального обменного курса основана на отношении индексов потребительских цен (ИПЦ) внутри страны и за рубежом, взвешенных пропорционально доле каждой страны во внешнеторговом обороте.
Например, в структуре корзины валют при расчете реального эффективного курса рубля доля евро составила в 2005 году 36,8 %. Это означает, что реальный эффективный курс на 36,8 % зависит от изменения реального курса рубля к евро. С учётом разницы в темпах инфляции между Россией и странами еврозоны (8,6 процентного пункта), даже если рубль номинально не укрепляется к евро, всё равно наблюдается рост реального курса рубля к единой европейской валюте на 8,6 %, и, соответственно, реальный эффективный курс растёт (при неизменном номинальном) минимум на 3,2 %.